# لودجيا ناتانس
لودجيا ناتانس (باللاتينية: ludgia natans)، نبات مائي لونه ذو صبغة حمراء ويحتاج إلى درجة حرارة منخفضة.